# Pontons
Pontons település Spanyolországban, Barcelona tartományban. Lakosainak száma 518 fő (2024).

## Földrajza
Pontons Aiguamúrcia, Querol, La Llacuna és Torrelles de Foix községekkel határos.

## Népesség
A település lakosságának változását az alábbi diagram mutatja:
| Lakosok száma | 235  | 586  | 411  | 313  | 215  | 467  | 530  | 477  | 532  | 518  |
|               | 1717 | 1887 | 1936 | 1960 | 1986 | 2004 | 2009 | 2014 | 2019 | 2024 |